# 일반화된 뉴턴 유체
일반화된 뉴턴 유체(generalized Newtonian fluid)는 층밀림 변형력이 특정 시간의 층밀림 비율의 함수이지만 변형 이력에 의존하지 않는 이상적인 유체이다. 이러한 유형의 유체는 본질적으로 비뉴턴(즉, 비선형)이지만, 그 구성 방정식은 뉴턴 유체의 일반화된 형태이다. 일반화된 뉴턴 유체는 다음 유변학 방정식을 충족한다.
{\displaystyle \tau =\mu _{\operatorname {eff} }({\dot {\gamma }}){\dot {\gamma }}}
여기서 {\displaystyle \tau }는 층밀림 변형력이고, {\displaystyle {\dot {\gamma }}}는 층밀림 비율이다.  {\displaystyle \mu _{\operatorname {eff} }}의 양은 층밀림 비율의 함수로서 겉보기 점성도 또는 유효 점성도를 나타낸다.

가장 일반적으로 사용되는 일반화된 뉴턴 유체 유형은 다음과 같다.
- 멱법칙 유체
- 크로스 유체(Cross fluid)
- 까로 유체(Carreau fluid)
- 빙엄 유체

윤활 이론(Lubrication theory)은 2차원과 3차원 모두에서 모든 일반화된 뉴턴 유체에 적용될 수 있음이 나타났다.

## 같이 보기
- 나비에-스토크스 방정식